# کروسنور (کارولینای شمالی)
کروسنور (به انگلیسی: Crossnore) شهری در ایالت کارولینای شمالی کشور ایالات متحده آمریکا است که جمعیت آن در سرشماری سال ۲۰۱۰ میلادی، ۱۹۲ نفر بوده‌است.